# Inari (jezioro)
Inari (fiń. Inarijärvi, lap. Anárjávri, inari Aanaarjävri, skolt Aanarjäu'rr, szw. Enare träsk) – jezioro w Finlandii, trzecie co do wielkości w tym kraju.

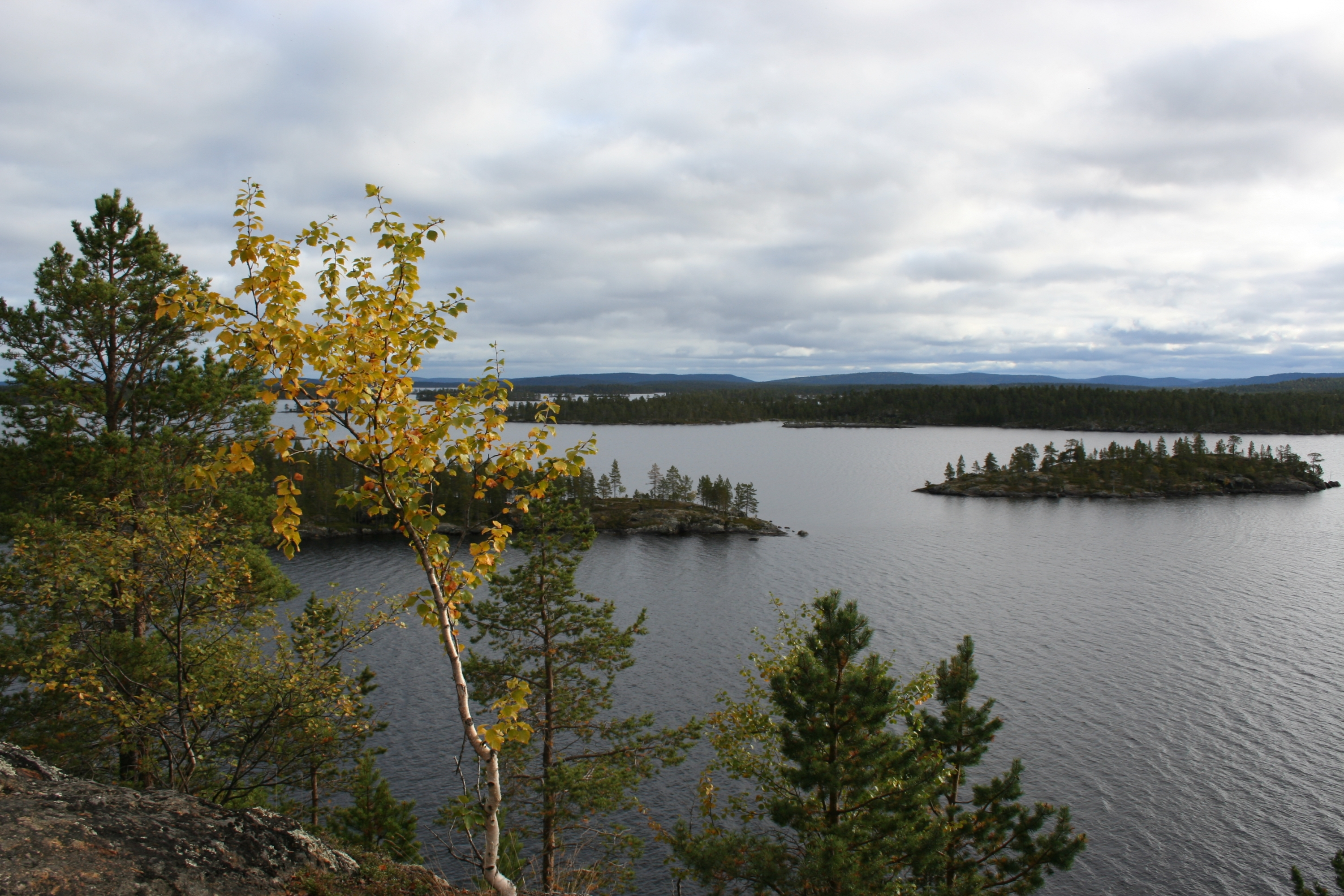
Widok na jezioro z wyspy Ukko

Położone w północnej części Laponii, na północ od koła podbiegunowego, na wysokości 117–119 m n.p.m. Zajmuje około 1040 km² powierzchni. Jezioro jest zamarznięte w okresie od listopada do czerwca. Ma bardzo rozbudowaną linię brzegową, której długość wynosi około 3300 km. Na zachodnim krańcu jeziora położona jest miejscowość o tej samej nazwie.
Wody jeziora Inari odpływają w kierunku północnym przez Paatsjoki do fiordu Varanger (zatoka Morza Barentsa). Jedną z ponad 3 tys. wysp znajdujących się na jeziorze jest Ukko (w inari Äijih), od wieków stanowiąca święte miejsce dla Lapończyków. Na jej północnym krańcu znajdują się skalne groty.
Jezioro jest oligotroficzne, a jakość wody jest dobra. Nawet w zimie pod lodem poziom tlenu w wodzie jest bardzo wysoki (80% w hypolimnionie i ponad 90% w epilimnionie). Z powodu budowy elektrowni wodnej na Paatsjoki w 1934 roku, obecnie poziom wody w jeziorze jest o pół metra wyższy niż pierwotnie.
W wodach jeziora żyją m.in. łososie, trocie wędrowne, palie alpejskie, palie jeziorowe, sieje wędrowne, sielawy, lipienie.